# محمد الصيهود الحبيب
الأمير محمد الصيهود الحبيب (1892-1971)، كان شيخ  وأمير قبيلة ربيعة وكان يقيم في الكوت.

## نسبه
هو محمد بن منشد بن مناحي بن حبيب بن محمد بن سليمان بن ناهض بن فارس بن وغيد بن برهى بن مولى الغزي الفضلي.

## سيرته
عندما تقدم البريطانيون لاحتلال العراق خلال الحرب العالمية الأولى، وبعد احتلال مدينة العمارة عام 1915، عرض الأمير محمد الصيهود تعاونه لهم، لكنه انقلب عليهم بعد تقدم الجيش العثماني بعد معركة سلمان باك عام 1916، ثم عاد لمساندتهم عندما تقدم البريطانيون نحو بغداد عام 1917. لذا فقد كان موقفه بصورة عامة الحياد من الغزو البريطاني ولم تشارك قبيلته في ثورة العشرين.
وبعد احتلال العراق، اختاره السير بيرسي كوكس وزيرا بلا وزارة في الوزارة النقيبية الأولى عام 1920.
كما عين وزيرا بلا وزارة في وزارة محمد الصدر، وكذلك في وزارة مزاحم الباجه جي.